# Московское общество сельского хозяйства
Моско́вское о́бщество се́льского хозя́йства (МОСХ), до 1905 года Императорское московское общество сельского хозяйства) — общественная организация по содействию развития сельского хозяйства в России. Устав утверждён 4 (16) января 1819, годом основания считается 1820.

## История создания

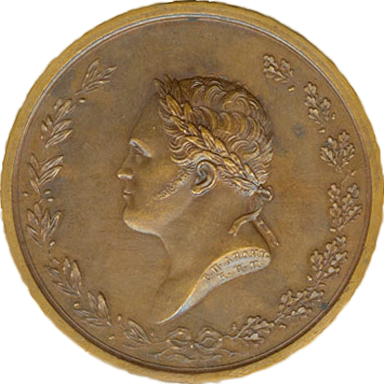
Бронзовая медаль Московского общества сельского хозяйства
СПб. Монетный двор. После 1825. Аверс

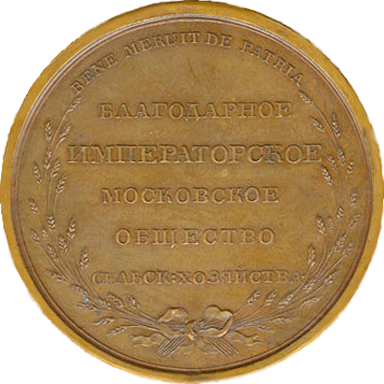
Бронзовая медаль Московского общества сельского хозяйства
СПб. Монетный двор. После 1825. Реверс

После Вольного экономического общества, учреждённого в 1765 году в Петербурге, Московское общество сельского хозяйства стало вторым в России по времени создания и первым, созданным в Москве. Выбор в качестве местоположения организации Москвы, а не Петербурга, обусловлен большей приближённостью к основным земледельческим регионам страны. Историки отмечают, что МОСХ открылось, «когда Москва только что успела немного оправиться после погрома 1812-го года. Она снова становилась центром, куда приезжали на зиму дворяне-помещики. Многие из них бывали за границей, а там сельское хозяйство составляло в то время предмет особого внимания».
Идею создания общества в Москве приписывают князю С. И. Гагарину. Он пригласил Фишера фон Вальдгейма, президента общества испытателей природы, стать директором общества, а С. А. Маслова — секретарём общества. Практический отдел возглавил богатый помещик Д. М. Полторацкий, известными своими сельскохозяйственными нововведениями. Первым президентом общества избрали князя Д. В. Голицына, назначенного 6 (18) января 1820 года Московским военным генерал-губернатором.
Для распространения знаний МОСХ основало «Земледельческий журнал», его редактором стал С. А. Маслов. Это помогло установить отношения с землевладельцами из разных местностей России, а затем и с заграничными сельскохозяйственными обществами. Общество стало регулярно устраивать заседания, на которые приезжало всё больше заинтересованных лиц. Многие вступали в общество, и число его членов постоянно прибывало, и таким образом вокруг МОСХ стали группироваться лучшие представители аграрной мысли и практики. На оживлённых заседаниях общества рассматривались разнообразные запросы, поступавшие из провинций от хозяев.
В 1822 г. общество приняло решение основать Земледельческую школу и опытный хутор. За это дело взялся активный член Общества профессор Московского университета М. Г. Павлов, бывший ученик Теэра. Он сам жил в этой школе и преподавал в ней, вместе с двумя помощниками и законоучителем.
В 1825 г. число учеников в школе достигло 82. Однако потом дело пошло на спад. При том, что Общество с 1828 по 1832 г. израсходовало на школу до 32 тыс.р. ассигнациями, число учеников стало снижаться, и в 1832 г. упало до 54. На долгое время самым больным вопросом для МОСХ стало и первое опытное хозяйство проф. Павлова.

Желая иметь хутор возможно ближе, Общество сняло под Москвою кочковатое, в 210 дес., болото. Постройка зданий и обзаведение хозяйством поглощало все пожертвования членов, не принося никакой прибыли. До 1826 г. общество израсходовало на хутор 80496 руб. ассигн., едва успев разделать 36 дес. для посевов и построить несколько школьных зданий.

В 1825 г. решили сдать хутор самому проф. Павлову на 7 лет, одновременно обеспечив ему на первые 5 лет ресурсы в общей сумме 20000 р. для покрытия арендной платы с тем, чтобы к этому времени он вывел своё хозяйство на самоокупаемость . В этом же 1835 году удалось, по ходатайству к министру финансов графу Е. Ф. Канкрину, получить единовременную дотацию на постройку опытного хутора в размере 162 тыс. руб. Тем же документом на отстройку зданий при земледельческой школе было выделено 98 тыс. руб. Помимо того, были установлены ежегодные ассигнования на содержание школы в размере 25 тыс. руб. и хутора — в размере 10 тыс. руб. ассигнациями. Наконец, в 1838 г. князь Голицын купил для Школы большой каменный дом, в котором она разместилась на многие десятилетия. Эти своевременные подарки и помощь государства спасли «первую в России настоящую Земледельческую школу».
Министр финансов граф Канкрин обеспечил финансовую поддержку со стороны бюджета и в отношении самого МОСХ. В 1835
году были Высочайше утверждены новые штаты общества, по которому МОСХ стало получать ежегодно по 11 тыс. руб. ассигнациями на содержание непременного секретаря, его помощников, библиотеки и т. п. Выдавая эти средства, правительство, вместе с тем, предоставляло обществу «вести остальные свои дела совершенно самостоятельно» (то есть правительство не ограничивало МОСХ в праве организовывать самостоятельные источники доходов и расходовать поступления из них по своему усмотрению).
Одной из причин отсутствия успеха в некоторых добрых аграрных начинаниях общества в 1820—1850-е годы была крепостническая система землепользования и труда, препятствовшая внедрению достижений, достигнутых на Западе в совершенно иной политико-экономической системе. Выясняя причины финансовых неудач Общества, видный русский агроном А. В. Советов в конце XIX века констатировал: «Под влиянием господствовавших тогда теорий Теэра и появления на русском языке перевода его сочинений, общество стремилось насадить в России плодосменную систему, но скоро должно было убедиться, что для этого не пришла ещё пора: систему свободы, какова система плодосменная, нельзя было укрепить на началах крепостного труда».
Напротив, там, где таких препятствий не было, и речь шла не о совершенствовашии прежних агротехнологий, а о внедрении новых, доселе не существовавших — удавалось достичь успеха. Это относится, например, к свеклосахарной промышленности. В 1833 году при обществе был учреждён комитет сахароваров. На протяжении 6 лет этот комитет издавал свои «Записки…», в которых освещались проблемы внедрения сахарной свекловицы. По водворении свеклосахарного производства в России издание «Записок…» прекратились, и новые статьи по этому отделу продолжил публиковать «Земледельческий Журнал».
В 1833—1834 гг. при МОСХ было учреждено Главное общество улучшенного овцеводства. Как отдельная организация с особым штатом, оно просуществовало, то есть более или менее самостоятельно, до 1848 г., когда оно было включено в МОСХ на правах особого его отделения, просуществовавшего до 1851 года. Н. И. Чернопятов ставит всю историю тонкошёрстного овцеводства в России в заслугу Главного общества овцеводства. Поддерживая постоянные отношения с русскими овцеводами, «оно выписывало кровных овец из Германии, устраивало выставки их в Харькове, издавало журнал для овцеводов, собирало сведения о существующих в России овчарнях, наблюдало за шерстяною торговлей и т.д».
25-летний юбилей деятельности общества совпал со смертью его первого президента, князя Д. В. Голицына (1845). Заступивший на его место князь С. И. Гагарин «сначала также с энергией занимался делами общества, но потом этому мешало сильно ослабевшее его зрение». Ещё при его президентстве, осенью 1857 года Московское общество сельского хозяйства признало необходимым основать высшую сельскохозяйственную школу в имении Петровско-Разумовское, поскольку, открытая ещё в 1823 году, земледельческая школа на Бутырском хуторе не дала «ни одного сколько-нибудь видного деятеля на поприще сельского хозяйства». Однако её открытие затянулось на 8 лет: лишь 21 ноября (3 декабря) 1865 года последовало, наконец, распоряжение об открытии Петровской земледельческой и лесной академии. В преддверии 40-й годовщины общества, в 1859 году князь С. И. Гагарин умер. На протяжении всех этих лет неустанно трудился его секретарь, редактор «Земледельческого Журнала» С. А. Маслов — но и он вынужден был в 1860 году «оставить общество за слабостью здоровья».
В 1861 году было наконец отменено крепостное право. В этом году на должность президента МСХО был избран А. И. Кошелёв. Годы его управления обществом были не из самых лёгких, и в 1864 г. Кошелёва «отозвали на службу в Варшаву». Избрание новым президентом МСХО И. Н. Шатилова обозначило начало качественного нового этапа в деятельности общества.
Отмена крепостного права повлекла за собой необходимость перехода от барщины и других форм обязательного труда к наёмному. Многие помещики оказались «неподготовлены к такой перемене». Наряду с отменой прежней системы кредитования это отразилось и на деятельности сельскохозяйственных обществ. Изменились и запросы к ним. До крестьянской реформы они сосредотачивались по преимуществу на агротехнической стороне вопроса: разведение разных культур, устройство правильных севооборотов, организация различных сельскохозяйственных производств и т. п. Всё это, пишет А.Советов, «довольно легко иногда было приводить в исполнение, так как труд был под руками, в лице крепостных».
После реформы же «составляли злобу дня» вопросы не технического, а экономического характера: «о найме рабочих, о ближайшем единении обществ сельских хозяев с земскими учреждениями, о поощрениях и наградах за успехи по сельскому хозяйству, об отношениях, какие желательно установить между администрацией и сельскими хозяевами», и т. д.
И. Н. Шатилов — сам «известный хозяин» из Тульской губернии — смог перестроить работу МОСХ и приспособить её к новым запросам времени. Работа общества оживилась, стали создаваться комиссии для обсуждения вопросов и подготовки необходимых сообщений и ходатайств в адрес правительства. И. Н. Шатилов был в числе первых, кто выразил мысль о необходимости создания в России особого министерства земледелия.
За 25 лет президентства И. Н. Шатилова МОСХ представила правительству ходатайства:
- о развитии земельного кредита
- о конкретных мерах по развитию форм кредитования сельского хозяйства (ссудные кассы, ссудосберегательные товарищества и т. п.)
- о реформе хлебной торговли, в связи с устройством складов, элеваторов, и вообще о возможно выгодной постановке экспортного хлебного дела в России;
- об уменьшении бездорожья, о прокладке шоссе и развитии узкоколейной железнодорожной сети, об облегчении получения разрешений на строительство подъездных путей;
- об отмене хлебных тарифов 1 октября 1888 г. и замене их новыми и о подчинении железнодорожных мероприятий воздействию правительственного учреждения;
- о возможно широком развитии попудных тарифов на сельскохозяйственные машины и орудия и о сложении ввозной пошлины на них;
- о сложении акциза с соли;
- о помощи артельному крестьянскому сыроварению;
- о мерах борьбы с эпизоотиями;
- о необходимости исследования русского молочного скотоводства посредством опытных молочных станций;
- о мерах к улучшению рабочего коневодства в России;
- о необходимости устройства при министерстве финансов съезда винокуренных заводчиков;
- о мерах к лесоохранению в России;
- об утверждении выработанных московским комитетом грамотности устава библиотек для народного чтения при начальных народных училищах.

За это же время обществом были устроены:
- всероссийская выставка сельских произведений в Москве в 1864 г.;
- сельскохозяйственный отдел политехнической выставки в 1872 г.;
- ежегодные с 1867 г. при комитете скотоводства аукционные выставки племенного скота;
- два съезда сельских хозяев:
  - в 1864 г. — во время всероссийской выставки в Москве,
  - в 1870 г. — по поводу 50-летнего юбилея Московского общества сельских хозяев;
- съезды скотопромышленников в 1884 и 1885 гг.;
- съезд хмелеводов и пивоваренных заводчиков в 1887 г.

При МОСХ за это время были созданы действовали комитеты:
К этому следует ещё прибавить специальные труды общества по его комитетам:
- шелководства;
- грамотности (создан в 1845 г.);
- скотоводства;
- о сельских ссудосберегательных и промышленных товариществах (создан в 1871 году)[9].;
- акклиматизации животных и растений (создан в 1856 году по инициативе профессора Московского университета А. П. Богданова) — в 1865 году он был преобразован в самостоятельное Императорское Русское общество акклиматизации животных и растений.

Специальный комитет при МОСХ координировал издание «Трудов общества», разного рода брошюр, монографий и отчётов, а также занимался проведением конкурсов сочинений по сельскохозяйственной тематике. Печатный орган общества издавался в 1820—1840 годах под наименованием «Земледельческий журнал»; в 1841—1850 — «Журнал сельского хозяйства и овцеводства», в 1851—1862 — «Сельское хозяйство», редактором которого до 1858 года был С. А. Маслов, а с 1860 года — Н. И. Анненков. Журнал предназначался для помещиков и был посвящён разработке экономически выгодных методов ведения помещичьего сельского хозяйства, основанного на вольнонаемном труде. Помещались протоколы заседаний и отчеты общества, научные и практические статьи по сельскому хозяйству, сельскохозяйственная библиография, хозяйственное обозрение и смесь. В 1863 году был переименован в «Журнал заседаний Императорского Московского общества сельского хозяйства», в 1869 году — в «Русское сельское хозяйство». Журнал просуществовал до 1877 года, затем был заменён отдельными выпусками «Трудов общества», которых вышло до 40.
МОСХ создало собственный музей, а также сформировало свой отдел на политехнической выставке. Эти музейно-выставочные фонды МОСХ передало вновь созданному в Москве Политехническому музею прикладных знаний, положив тем самым основание сельскохозяйственному отделу этого музея. Более того, с 1873 г. на дальнейшее развитие этого отдела общество начало ассигновать Политехническому музею по 500 р. ежегодно из своих средств.
Новый президент общества князь А. Г. Щербатов, заступивший на место И. Н. Шатилова, продолжил его линию в разработке как экономических, так и технических вопросов.
Смелые проекты и начинания, разрабатывавшиеся в Москве, иногда сталкивались на местах с более суровыми реалиями жизни на местах, нежели виделось из центра.
Так, весной 1871 г. МОСХ для внедрения более прогрессивного способа обработки земли плугом рекомендовало Курскому губернскому земству провести по уездам конкурс плужных пахарей. Губернское земство к этой рекомендации отнеслось положительно и директивой от 2 июня 1871 г. обязало уезды провести такой конкурс.
Щигровское уездное земство 17 сентября 1872 г. ответило губернскому начальству: «Состязания плужных пахарей в уезде провести невозможно из-за отсутствия таковых». Таким же был ответ и тимских властей: «Конкурс плужных пахарей провести нельзя, так как земля в уезде обрабатывается сохами». Плуги у кшенских крестьян появляются только в начале XX века. Сельскохозяйственных орудий посложнее — сеялок, косилок, конных молотилок, веялок, даже повозок на железном ходу — у них тем более не было.
С 1873 года начали учреждаться губернские отделы общества; первым был организован воронежский отдел, к 1889 году их было уже десять.
Свой 75-летний юбилей МОСХ отметило в 1895 году устройством всероссийской сельскохозяйственной выставки и проведением третьего съезда сельских хозяев. Как и прежде, материалы и решения съезда были представлены правительству — уже в лице министерства земледелия и государственных имуществ, а для дальнейшей работы над ними в МОСХ была создана особая комиссия. На принадлежащем обществу Бутырском хуторе состоялась 1-я выставка сельскохозяйственных орудий и машин с одновременной их рабочей демонстрацией и экспертизой. В частности, были выставлены и испытаны керосиновые и нефтяные двигатели, сливкоотделители и маслобойки, сеялки, сушилки и сортировки. Отчёт о первой выставке машин вышел под редакцией директора земледельческой школы общества, А. П. Перепёлкина.
В 1896 году был проведён аналогичный конкурс жнеек-сноповязалок, сложных молотилок, локомобилей и других машин.
На 1897 год предполагалась выставка и экспертиза всех экспонатов, не вошедших в состав выставки 1895 года, после чего в последующие трёхлетия планировалось повторять экспозиции в той же последовательности.
С октября 1896 г. МОСХ возобновило издание своего журнала, прекращённое в 1877 году.
На протяжении последней половины XIX века в России возникли и другие региональные сельскохозяйственные общества. Однако в этом ряду Московское общество сельского хозяйства имело особое право — создавать, с разрешения министра земледелия и государственных имуществ, сеть региональных учреждений, называвшихся особыми отделами. К концу XIX века таких отделов было создано по России 13: тверской, курский, воронежский, томский, уфимский, кирсановский, темниковский, владимирский, даниловский, острогожский, козловский, костромской и красноярский. Члены этих отделов МОСХ пользовались всеми правами, присвоенными Московскому обществу. Круг их деятельности включал обсуждение сельскохозяйственных запросов и нужд (преимущественно местных), сообщение в Москву «сведений о предметах, заслуживающих особого внимания», исполнение поручений, возложенных на них обществом, и ежегодное предоставление в центр подробных отчётов о своей деятельности.
К 1898 году число всех сельскохозяйственных обществ в России доходило до 300, считая специализированные общества-садоводства, плодоводства, птицеводства, пчеловодства, рыболовства и рыбоводства и т. д.
В 1898 году правительство приняло стандартный устав сельскохозяйственного общества. По этому уставу обществам предоставлялась возможность изучать положение различных отраслей сельского хозяйства и выяснять хозяйственные нужды и потребности, распространять теоретические и практические сведения по сельскому хозяйству; заботиться о выработке наиболее правильных способов ведения хозяйства; производить испытания новых культур; снабжать хозяйства нужными предметами и материалами; устраивать выставки и аукционы; издавать справочную литературу и т. д.
http://www.kraeved.ru/taxonomy/term/69?page=7
В 1905 году в связи с избранием президентом общества кадета И. И. Петрункевича общество было лишено права называться Императорским.
В годы нэпа общество продолжало действовать; его научно-прикладные учреждения (контрольно-семенная станция, мастерские наглядных пособий и пр.) предоставляли свои услуги на коммерческой основе. В 1929 году ряд общественно-профессиональных организаций на своих съездах и пленумах высказался за ликвидацию МОСХ. В ноябре 1929 года коллегия Наркомвнудела (как орган, осуществлявщий в то время регистрирацию общественных организаций в СССР) приняла решение о роспуске Московского общества сельского хозяйства.

## Президенты общества
- 1820—1845 князь Д. В. Голицын
- 1845—1859 князь С. И. Гагарин
- 1861—1864 А. И. Кошелев
- 1864—1889 И. Н. Шатилов
- 1892—1905[13] князь А. Г. Щербатов
- с 1905 И. И. Петрункевич[4]
- ок. 1917 А. И. Угримов

## Видные деятели
Одним из первых почётных членов общества стал в 1820 году А. Т. Болотов. Основателю агрономии и помологии в России было к тому времени уже 82 года, но он продолжал работать, и успел после этого написать ряд статей по садоводству в «Земледельческий журнал». Этот удивительный человек прожил 95 лет.
Членом общества был университетский профессор М. Ф. Спасский. Его работы в области метеорологии способствовали более надёжному ведению сельского хозяйства.
В 1871 г. в Московское общество сельского хозяйства вступил Д. И. Менделеев. Одним из первых его практических дел в МОСХ стало содействие Н. В. Верещагину в создании Школы молочного хозяйства в с. Едимоново Тверской губернии. А в 1889 году Н. В. Верещагин — старший брат художника В. В. Верещагина, прославившийся в России как «отец вологодского масла» — возглавил в МОСХ комитет по скотоводству. Комитет содействовал организации ежегодных выставок племенного скота.
В 1834 г. за организацию отечественного производства высококачественных кос П. П. Аносов был избран действительным членом общества.